# Biflustra quadrata
Biflustra quadrata är en mossdjursart som beskrevs av Canu och Bassler 1929. Biflustra quadrata ingår i släktet Biflustra och familjen Membraniporidae. Inga underarter finns listade i Catalogue of Life.